# Alguien va a urgencias y alguien va a la cárcel
Alguien va a urgencias y alguien va a la cárcel es el décimo sexto capítulo de la segunda temporada de la serie dramática El ala oeste.
El título procede de la letra de la canción "New York Minute", del álbum The End of the Innocence. Esta canción suena durante el episodio.

## Argumento
El equipo de la Casa Blanca participa de nuevo en el ficticio Día del Queso - Big Block of Cheese Day- (como ya se vio en Los chalados y esas mujeres). En esencia consiste en reunirse con grupos que normalmente no serían escuchados en la Casa Blanca. Toby es mandado a dialogar con un grupo de manifestantes en contra de la OMC. Tras varias horas tediosas con ellos, se le unirá Josh. 
C.J. deberá reunirse con un grupo de cartógrafos que pretende cambiar el modo de enseñanza de geografía. Rechazan la Proyección de Mercator por considerarla errónea y ventajista -los países ricos se representan más grandes de lo que en realidad son-. Por su parte el Presidente recibe la noticia de que no puede construir en un terreno su Biblioteca porque la ley impide derribar un viejo caserón del siglo XIX. Dicha ley, curiosamente, la creó él mismo cuando era Gobernador de New Hampshire .
Por último Sam, a petición de Donna, recibirá a la nieta de un importante ex-alto cargo de la Casa Blanca que murió hace 50 años bajo acusaciones de ser Comunista. Su misión es dar una lista al Presidente sobre delincuentes que pueden ser indultados. Él mismo hizo su tesis sobre Daniel Galt, el ex-alto cargo, donde lo defendía de las persecuciones del Mcarthismo y del FBI. Finalmente conocerá mediante un informe confidencial de la Consejera de Seguridad Nacional que fue un espía pagado por la Unión Soviética.

## Curiosidades
- Aunque la Proyección de Mercator ha sido ampliamente superada, se sigue empleando hoy en día para la enseñanza de geografía en todo el mundo. Efectivamente, aunque es real en el ecuador, distorsiona las áreas cuando se aleja de él.[1][2]

- Daniel Galt, es un personaje ficticio inspirado en el empleado del Departamento de Estado de los Estados Unidos Alger Hiss que fue condenado por perjurio a finales de los años 40, durante las investigaciones que se realizaron para encontrar comunistas.

- La historia que Josh cuenta a Sam sobre el perdón que Lincoln concedió el día que fue asesinado es cierta. Lincoln firmó el perdón de Patrick Murphy, un soldado californiano que desertó en 1862 y que había sido condenado a muerte. Le concedió el indulto porque no fue "debidamente escuchado". El indulto, que data del 14 de abril de 1865, fue descubierto entre una colección de casos en los Archivos Nacionales.

## Premios
- Nominación para Mejor Actor Protagonista para Rob Lowe (Premios Emmy)[3]

## Enlaces
- Ficha en FormulaTv
- Enlace al Imdb
- Guía del Episodio (en inglés)